# José Esteve Bonet
José Esteve y Bonet (Valencia, 22 de febrero de 1741-17 de agosto de 1802) fue un escultor neoclasicista español.

## Biografía
Nacido en una familia de artistas, su padre Francisco Esteve fue también escultor y su hijo Rafael Esteve y Vilella destacó como grabador.
Estudió en la Academia de Bellas Artes de San Carlos (Valencia) donde fue discípulo de Ignacio Vergara. En 1772 fue designado académico de mérito de la misma; en 1774, director honorario de escultura; y en 1781 director general. En 1790 fue nombrado escultor honorario de cámara por el rey Carlos IV de España.

## Obras

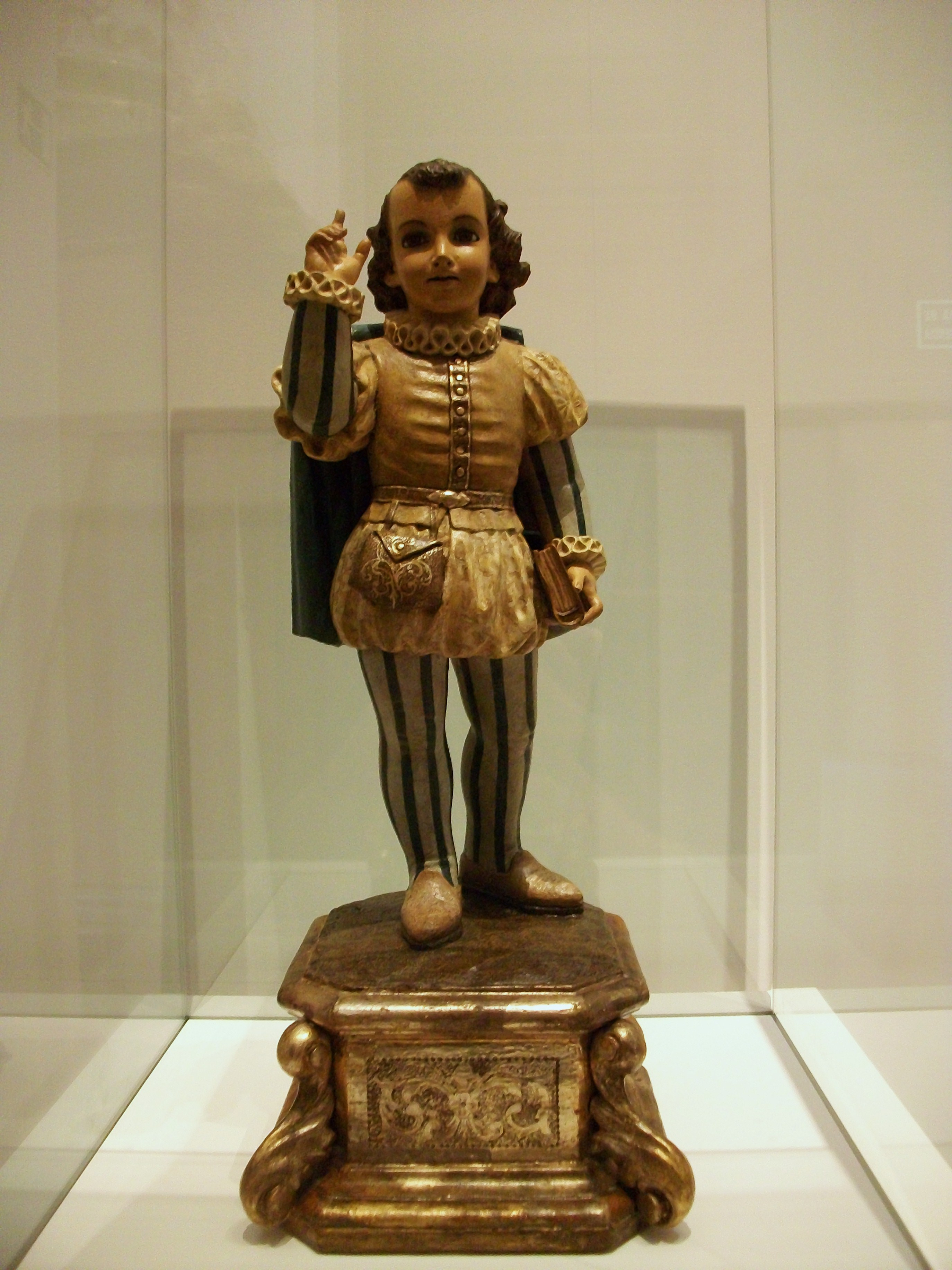
San Vicente Ferrer, niño, Valencia, Iglesia de San Esteban

- Belén del Príncipe. Esta obra fue un encargo realizado por el rey Carlos III en 1760 y estaba destinado a su hijo Carlos IV para ser colocado en el Palacio del Buen Retiro. Fue realizado en colaboración con José Ginés y Marín. José Esteve realizó unas 180 figuras de 50 cm de altura cada una.
- San Judas Tadeo, San Felipe y San Pedro (1775) que se encuentran en la Catedral de Valencia.
- San Juan Bautista (1776) que puede contemplarse en la Iglesia de Chiva.
- Purísima Concepción (1781) de la Catedral de Valencia.
- San José (Capilla de San José de la Catedral de Sevilla).
- Cristo de la Iglesia de Yecla, Murcia, (1800).
- Santa Ana (1773), Cristo de la Buena Muerte y Virgen de los Dolores (1774), se podían contemplar en la Iglesia de Santa Ana, Senyera, (Valencia) pero fueron destruidas en la Revolución Social de 1936.
- San Vicente Ferrer y San Vicente Mártir en la Basílica de la Virgen de los Desamparados (Valencia).
- Cristo de la Defensión de Jerez de la Frontera.
- Virgen de la Defensión de Jerez de la Frontera.
- Virgen de la Compasión de Jerez de la Frontera.
- Santa Clara de Asís, conservada en la parroquia de Santo Domingo de Guzmán, de La Orotava (Tenerife)
- Cristo Resucitado (1790), Basílica Menor de Santa María de Elche.
- Virgen de los Dolores Gloriosos (1785), Ermita de la Virgen de los Dolores Gloriosos (Turís, Valencia)

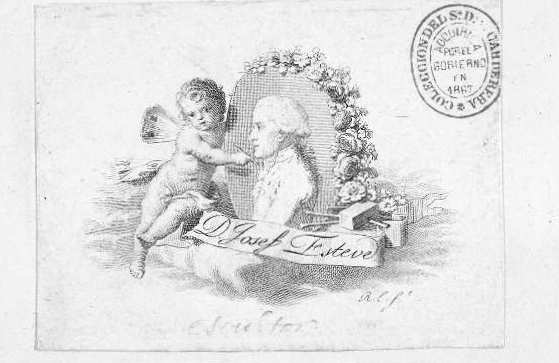
José Esteve y Bonet por Rafael Esteve Vilella. Tarjeta de visita. Biblioteca Nacional de España